# デジマグラフ
デジマグラフは、長崎県長崎市のデザイン事務所。代表・羽山潤一。
2011年設立。長崎市に本拠を置いて広告制作・パッケージデザインや商品企画を行うほか、長崎美術館でデザイナー向けの講座「デジ勉」も開催している。2017年に株式会社化。
- 所在地：長崎県長崎市勝山町7[5]

## 受賞
「五島の食の魅力を全国に広めたい」という依頼の元にデザインした五島手延うどん「BARAMON」のパッケージで九州アートディレクターズクラブアワード2012のグランプリを受賞。「BARAMON」のパッケージデザインは長崎デザインアワード2013年の大賞も受賞している。長崎デザインアワード2017では紙袋やパッケージデザイン（長崎チョコ模様）を担当した「加加阿伝来所」が金賞を受賞。